# Après nous le déluge (film, 1933)
Pour les articles homonymes, voir Après nous le déluge.
Pour plus de détails, voir Fiche technique et Distribution.

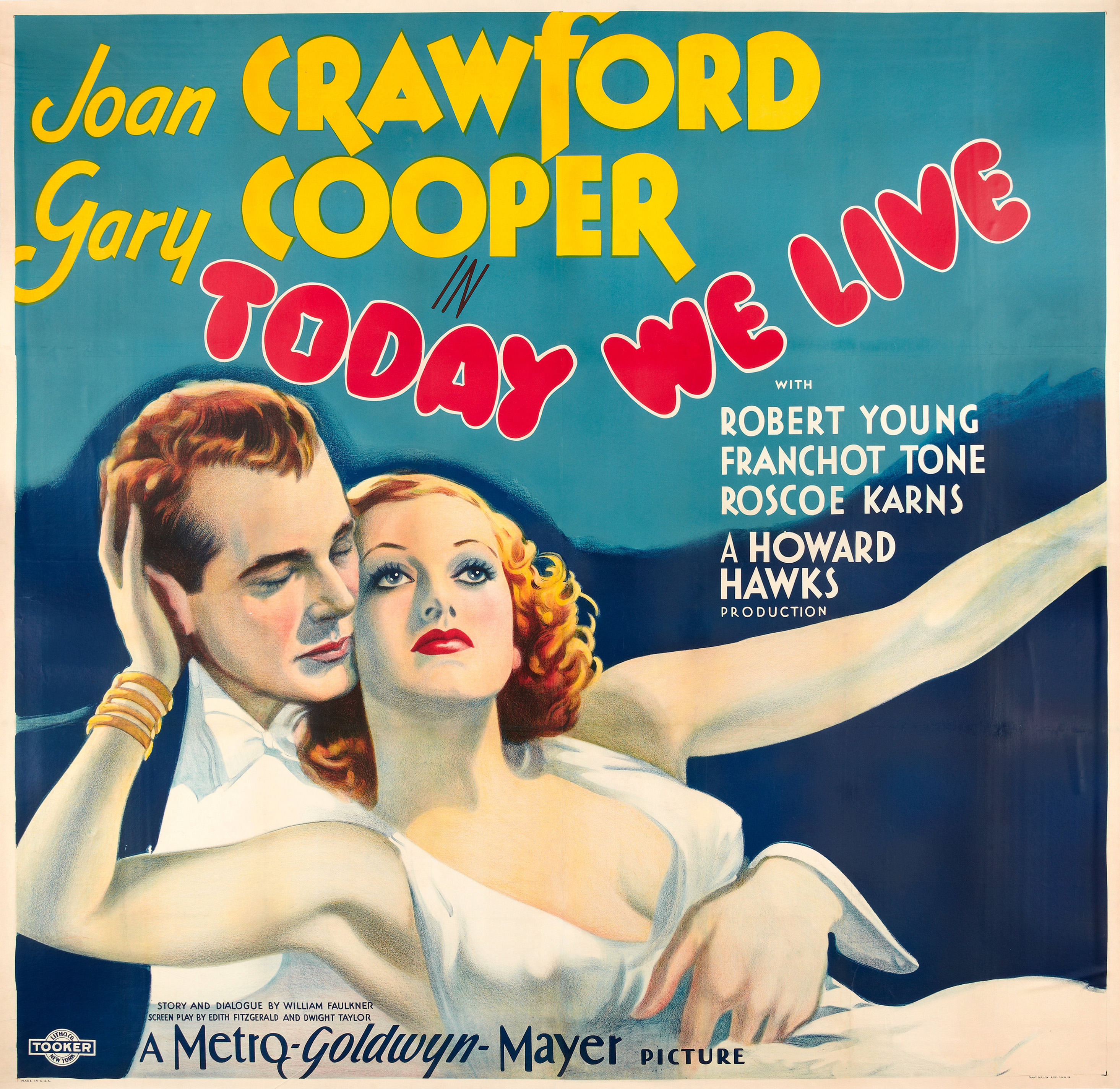
L'affiche originale du film

Après nous le déluge (titre original : Today we live) est un film américain réalisé par Howard Hawks, sorti en 1933.

## Synopsis
L'Angleterre en 1916 : Un Américain, Richard Bogard, achète comme résidence secondaire le manoir que Diana Boyce Smith vient d'hériter de son père, mort à la guerre. Les deux jeunes gens s'éprennent l'un de l'autre, mais Diana accepte néanmoins de se fiancer à Claude Hope, un ami d'enfance qui l'aime de longue date. 
Ronnie — le frère de Diana — et Claude rejoignent ensuite leur unité navale qui combat en France. Diana elle-même rejoint la France comme ambulancière et y retrouve les trois hommes, Richard s'étant engagé comme aviateur dans l'intervalle. Diana avoue alors à son frère l'amour qu'elle porte à l'américain.

## Fiche technique
- Titre : Après nous le déluge
- Titre original : Today we live
- Réalisation : Howard Hawks, Richard Rosson (coréalisateur)
- Scénario : Edith Fitzgerald, Dwight Taylor et William Faulkner (dialogues) d'après le récit Turn about de William Faulkner
- Photographie : Oliver T. Marsh
- Montage : Edward Curtiss
- Musique : William Axt, David Snell et Herbert Stothart (non crédités)
- Direction artistique : Cedric Gibbons
- Costumes : Adrian
- Décors : Cedric Gibbons
- Producteur : Howard Hawks
- Société de production : Metro-Goldwyn-Mayer
- Pays de production : {{[États-Unis}}
- Format : Noir et blanc - Son : Mono (Western Electric Sound System)
- Genre : Film dramatique
- Durée : 113 minutes
- Dates de sortie : 
  - États-Unis : 3 mars 1933 (première)
  - États-Unis : 14 avril 1933
  - France : 24 mai 1935

## Distribution
- Joan Crawford : Diana Boyce Smith
- Gary Cooper : Lieutenant Richard Bogart
- Robert Young : Lieutenant Claude Hope
- Franchot Tone : Lieutenant Ronnie Boyce Smith
- Roscoe Karns : Lieutenant McGinnis
- Louise Closser Hale : Applegate
- Rollo Lloyd : Major Robert Mosely
- Hilda Vaughn : Eleanor